# Charlotte Bakker
Charlotte Bakker (19 augustus 1996) is een Nederlandse actrice.
Ze speelde een hoofdrol als het pestende meisje Sanne in de film Spijt! van Dave Schram die in 2013 is uitgekomen naar een verhaal van Carry Slee. In 2015 vertolkte ze de rol van Amy de Ruyter in Gouden Bergen.